# Slag bij Sedan
De Slag bij Sedan vond plaats op 1-2 september 1870 tijdens de Frans-Pruisische Oorlog (ook wel de Frans-Duitse oorlog genoemd). De Pruisische koning Wilhelm I versloeg hier de Franse keizer Napoleon III, die tevens gevangen werd genomen.
Het was een bloedige slag waarbij het Pruisische leger superieur bleek op elk gebied: technisch, organisatorisch en strategisch. De Franse generaal Mac-Mahon rukte samen met de keizer en een leger van 120.000 man uit om het in Metz ingesloten leger van maarschalk Bazaine te ontzetten. Hij werd samen met de keizer bij de aan de rivier de Maas gelegen Noord-Franse plaats Sedan door een Duits leger van 200.000 man ingesloten en van alle kanten door Pruisische artillerie bestookt. Napoleon III besloot zich uiteindelijk met 91.000 van zijn manschappen over te geven.
Na deze nederlaag ging de oorlog door, aangezien de inmiddels in de Franse hoofdstad uitgeroepen Derde Republiek niet tot capitulatie bereid was.
De dag van de capitulatie werd onder de naam Sedantag in het Duitse Keizerrijk gevierd. Op de Oorlogsherdenkingsmunt voor de veldtochten van 1870 en 1871 werd na 1895 door de Duitse veteranen een speciale herinneringsgesp ter herinnering aan dit gevecht gedragen.